# Burgstall Antiesenberg
Im Gebiet der Gemeinde Antiesenhofen von Oberösterreich befindet sich am Antiesenberg (früher Antisenberch) der Burgstall Antiesenberg, eine abgegangene Höhenburg.

## Geschichte

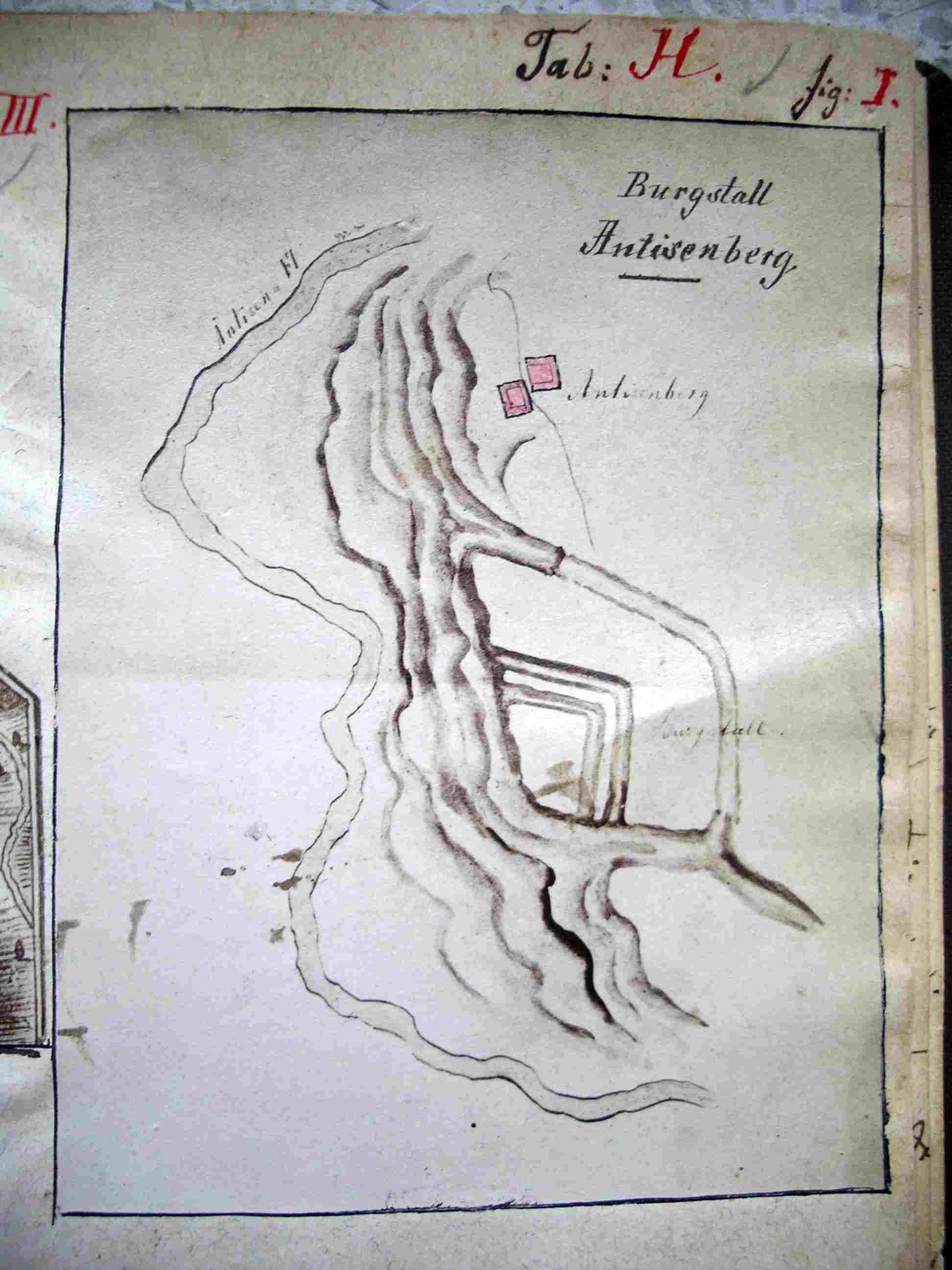
Lageplan des Burgstalls Antiesenberg von Johann Ev. Lamprecht um 1880

Vermutlich handelt es sich hierbei um eine frühmittelalterliche Wehranlage des 9. und 10. Jahrhunderts, die im Hochmittelalter als Sitz der Herren von Antiesenberg weiterbenutzt wurde. Diese sind zwischen 1140 und 1269 auf dem passauischen Ministerialensitz Antesenperg ansässig gewesen (derer von Antisinperge); namentlich bekannt ist u. a. ein Chunradus nobilis ministerialis (in den Jahren 1180 und 1190) und Ulrich von Antiesenberg (ca. 1270). Johann Ev. Lamprecht vermutet zudem, dass hier zur Römerzeit ein das untere Antiesental überwachendes Hochkastell vorhanden war.

## Burgstall Antiesenberg heute
Bei der Anlage handelt sich um eine durch zwei Gräben vom Hinterland abgeriegelte Abschnittsbefestigung. Im Zentrum befindet sich unregelmäßiges Erdwerk, das an die Kernwerke von Hausberganlagen erinnert. Teile des Burgplateaus scheinen zum Antiesental hin abgerutscht zu sein. In historischer Zeit sollen noch Reste von Mauern sichtbar gewesen sein; dies bedarf aber einer archäologischen Überprüfung.